# پاوسانیاس اهل اورستیدوس

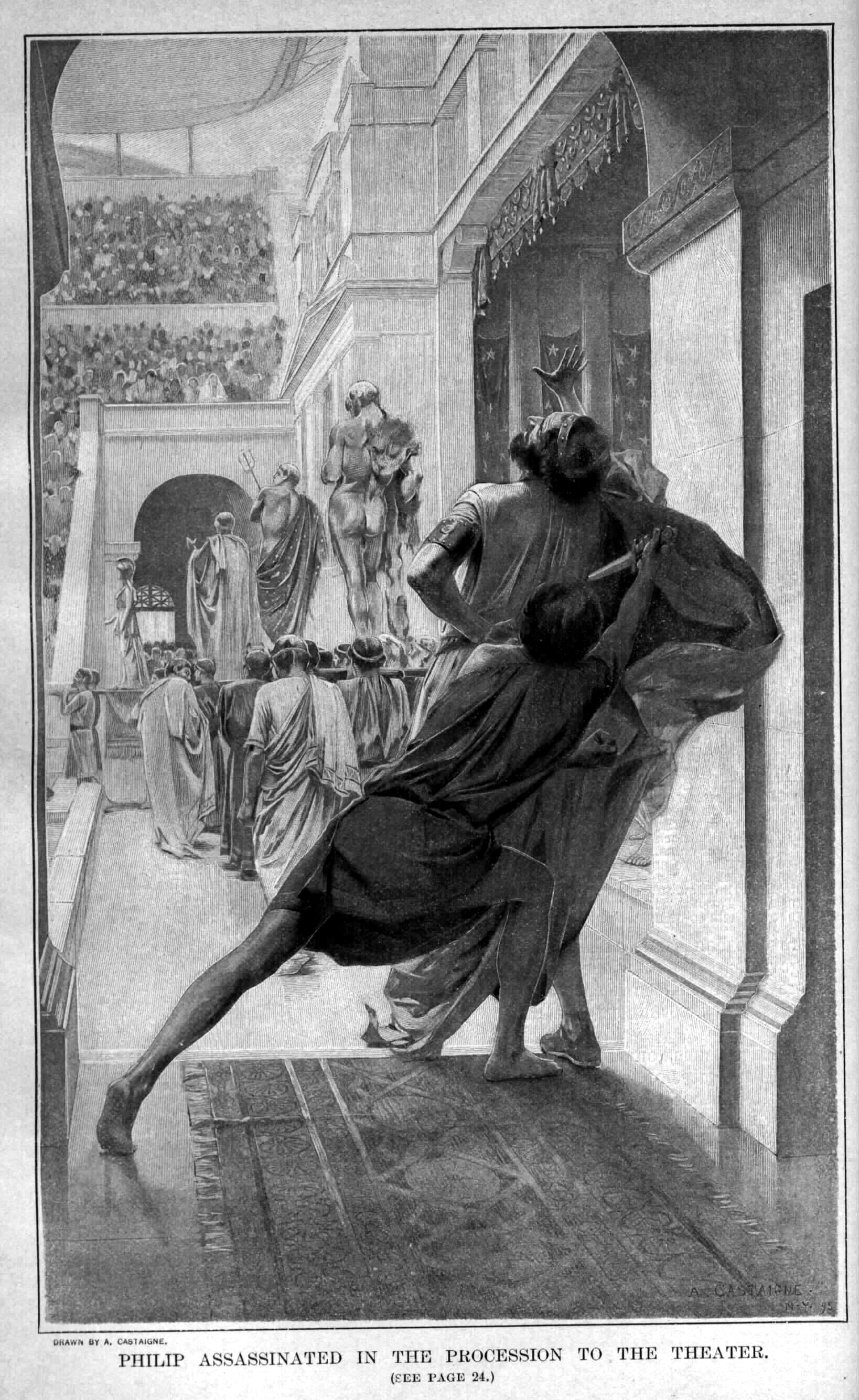
پاوسانیاس فیلیپ را می‌کشد، اثر آندره کاستاین

پاوسانیاس اهل اورستیدوس (به یونانی: Παυσανίας τῆς Ὀρεστίδος) یکی از اعضای گارد سلطنتی فیلیپ دوم مقدونی، موسوم به سوماتوفولاکس، بود. او در سال ۳۳۶ پیش از میلاد—احتمالاً به تحریک المپیاس، همسر فیلیپ، یا پسرش، اسکندر کبیر—شاه فیلیپ را به قتل رساند. اما بعداً دستگیر و با مجازات مرگ روبه‌رو شد. معروف‌ترین حکایتی که به نقل ماجرای قتل فیلیپ می‌پردازد از آنِ دیودور سیسیلی است که شرح ماوقع را از روی اشارات ارسطو نوشته‌است. باید به این نکته توجه داشت که دیودوروس شرح ماجرا را دو سده پس از مرگ فیلیپ و بدون ذکر منابع به نگارش درآورده‌است پس باید به نوشته‌هایش به دیدهٔ شک نگریست.
بنا بر نوشته‌های دیودور، سردار آتالوس پاوسانیاس را در ماجرای کشته‌شدن دوستش مقصر می‌پنداشت. روزگاری فیلیپ و پاوسانیاس عاشق و معشوق یکدیگر بودند اما با گذشت زمان پاوسانیاس از چشم فیلیپ افتاد و فیلیپ معشوقهٔ دیگری—که دوست آتالوس بود و از قضا او نیز پاوسانیاس نام داشت—را مورد عنایت قرار داد. معشوقهٔ قدیم که احساساتش جریحه‌دار شده بود در ملأ عام معشوقهٔ جدید را مورد اهانت قرار می‌دهد. دوست آتالوس در پی بازیابی عزت و شرفش، در یکی از جنگ‌ها متهورانه و از روی بی‌پروایی جان خود را برای حفظ جان شاه فیلیپ به خطر می‌اندازد و کشته می‌شود. آتالوس که عمیقاً از این قضیه برآشفته شده بود، در پی آن برآمد تا پاوسانیاس را به نحوی مجازات کند و از این رو او را سیاه‌مست می‌کند و به عده‌ای می‌سپارد تا به او تجاوز جنسی کنند. به دلایل متعددی، شاه فیلیپ از محاکمه و مجازات آتالوس چشم پوشید و برای تسلی خاطر پاوسانیاس، به او سمتی در گارد سلطنتی داد.
گمان می‌رود که عدم اجرای عدالت و مجازات نشدن آتالوس، خشم و کینهٔ پاوسانیاس را نسبت به فیلیپ برانگیخته بود و این قضیه دست‌کم تاحدودی جزئی از انگیزه‌های پاوسانیاس را برای کشتن فیلیپ شکل می‌داد. با این وجود، دیودور که همین انگیزه‌های شخصی را عامل قتل فیلیپ می‌داند، نوشته‌است حوادثی که به تجاوز جنسی به پاوسانیاس منتهی شد در زمان پلئوریاس ایلیریانی به وقوع پیوسته‌اند و آخرین کارزار فیلیپ در برابر ایلیریانی‌ها به سال ۳۴۴ پیش از میلاد باز می‌گردد و این بدین معنی است که پاوسانیاس هشت سال صبر کرده‌است تا از فیلیپ انتقام بگیرد که تاحدودی نامعقول می‌نماید. اما باید توجه داشت که تمامی کارزارهای فیلیپ بر ضد ایلیریانیان بر ما معلوم نیست بنابراین ممکن است که آخرین کارزار او علیه ایلیریانی‌ها در سال ۳۳۷ پیش از میلاد رخ داده باشد.
پاوسانیاس فیلیپ را در جشن عروسی دخترش، کلئوپاترا، با الکساندر یکم اپیروس به قتل رساند و چون خواست به طرف دروازه شهر بگریزد، پایش به پیچکی گیرد کرد و بر زمین افتاد و آتالوس، لئوناتوس، و پردیکاس که از محافظان و ملازمان اسکندر محسوب می‌شدند نیزه‌ای در بدن او فرو کردند و بدین ترتیب پاوسانیاس کشته شد. به دستور اسکندر جسد پاوسانیاس را مصلوب ساختند اما به محض آنکه اسکندر مقدونیه را ترک گفت، به دستور المپیاس یادبودی برای او بر پا کردند. مطمئناً قتل فیلیپ از پیش برنامه‌ریزی شده بود زیرا اسب‌هایی را برای فرار پاوسانیاس تدارک دیده بودند و درست در همان جایی قرار داشتند که پاوسانیاس به طرف آن می‌دوید. در محکمه‌ای که به منظور مجازات بانیان قتل بر پا شد، دو مرد دیگر به نام‌های هرومنس و آرهابائوس به جرم دسیسه‌چینی با پاوسانیاس برای قتل فیلیپ مقصر شناخته شده و به مجازات مرگ محکوم شدند. در پی سوء ظنی که پس از کشتن پاوسانیاس نسبت به لئوناتوس پیدا شد مقام او تنزل یافت زیرا که گمان می‌رفت پاوسانیاس را کشته باشد تا از بازجویی شدنش و برملا شدن حقیقیت ممانعت به عمل آورد.